# Miroslav Šťastný
Miroslav Šťastný (* 5. dubna 1932 Bělá pod Bezdězem) je český vysokoškolský pedagog, odborník v oblasti parních turbín a turbostrojů.

## Život
V roce 1956 absolvoval Fakultu strojní ČVUT v Praze, a v letech 1966–1967 studijní pobyt na Technische Universität Dresden. V roce 1990 obhájil disertaci doktora věd v oboru Termomechanika a mechanika tekutin. V roce 1998 byl jmenován profesorem pro Energetické stroje a zařízení. Jeho práce jsou obsaženy ve 200 publikacích v odborných časopisech. Od roku 2004 je expertem Evropské komise v Bruselu.
Dne 28. října 2012 mu byla udělena prezidentem republiky Václavem Klausem Medaile za zásluhy o stát v oblasti vědy - parních strojů a turbosoustrojí.
Miroslav Šťastný je laureátem soutěže Česká hlava 2008 za vyřešení problémů s vibracemi vysokotlakých potrubí při uvádění jaderné elektrárny Temelín do provozu.